# Juin 1862

## Événements
- 1er juin : la France acquiert par traité le cap Lopez au Gabon.

- 5 juin (Indochine) : traité de Saigon, par lequel l'empereur du Viêt Nam Tu Duc est contraint de céder la Cochinchine (Saigon, Mytho et Bien-Hoa, ainsi que l'île de Poulo Condor) à la France. L’empereur accorde aux chrétiens le libre exercice du culte.

- 6 juin, États-Unis : destruction de la flotte confédérée à la première bataille de Memphis

- 9 juin, France : Ouverture du tronçon Portet Saint Simon-Montréjeau du chemin de fer de Toulouse à Bayonne. (compagnie du Midi).

- 25 juin - 1er juillet, États-Unis : bataille de Sept Jours, aux États-Unis. Échec de George McClellan devant Richmond. L’Union recule après une sanglante bataille.

## Naissances
- 18 juin : Ismaël Gentz, peintre allemand († 20 octobre 1914).